# Püssi
Püssi este un oraș (linn) în Județul Ida-Viru, Estonia.
1. ↑  Eesti rahvastik rahvaloenduste andmetel I (PDF), p. 38
2. ↑  Statistical Database of Statistics Estonia, accesat în 11 decembrie 2018